# Лорікет оливковокрилий
Лоріке́т оливковокрилий (Synorhacma multistriata) — вид папугоподібних птахів родини Psittaculidae. Ендемік Нової Гвінеї. Це єдиний представник монотипового роду Оливковокрилий лорікет (Synorhacma).

## Таксономія
Традиційно оливковокрилого лорікета відносили до роду Червоно-зелений лорікет (Charmosyna), однак за результатами молекулярно-генетичного дослідження, опублікованими у 2020 році вид був переведений до новоствореного роду Synorhacma. Назва цього роду є анаграмою до Charmosyna.

## Опис
Довжина птаха становить 18 см. Забарвлення переважно зелене, крила оливково-зелені. Голова, шия і нижня частина тіла сильно поцятковані жовтими і оранжевими смугами. Тім'я і потилиця сірувато-коричневі, гузка червона. Дзьоб оранжевий, біля основи сірий.

## Поширення і екологія
Оливковокрилі лорікети мешкають на південних схилах Центрального хребта. Вони живуть у вологих гірських тропічних лісах. Зустрічаються на висоті від 800 до 1770 м над рівнем моря.

## Збереження
МСОП класифікує стан збереження цього виду як близький до загрозливого. Оливковокрилим лорікетам загрожує знищення природного середовища.